# Artur Gierada
Artur Daniel Gierada (ur. 21 kwietnia 1979 w Kielcach) – polski polityk, samorządowiec, przedsiębiorca, poseł na Sejm VI, VII, VIII i X kadencji (2007–2019, od 2023)

## Życiorys
W 2007 ukończył studia z zakresu politologii na Wydziale Zarządzania i Administracji Akademii Świętokrzyskiej, a w 2010 studia podyplomowe w zakresie audytu strategicznego na Wydziale Nauk Ekonomicznych Uniwersytetu Warszawskiego. Został także absolwentem studiów podyplomowych Executive MBA w Collegium Humanum w Warszawie. 
Od 2000 do 2001 należał do Stronnictwa Konserwatywno-Ludowego oraz do stowarzyszenia Młodzi Konserwatyści. W 2001 założył firmę zajmującą się pośrednictwem ubezpieczeniowym i finansowym. W tym samym roku przystąpił do Platformy Obywatelskiej. Był członkiem Stowarzyszenia „Młodzi Demokraci” w Kielcach, w którym działał do 2009. W latach 2002–2007 pełnił funkcję radnego rady miejskiej w Kielcach, był jej wiceprzewodniczącym. 
W wyborach parlamentarnych w 2007 uzyskał mandat poselski z listy Platformy Obywatelskiej. Kandydując w okręgu kieleckim, otrzymał 10 335 głosów. W latach 2007–2009 zasiadał w prezydium klubu parlamentarnego PO. W wyborach w 2011 z powodzeniem ubiegał się o reelekcję, dostał 11 679 głosów.
W 2015 został ponownie wybrany do Sejmu, otrzymując 5087 głosów. W Sejmie VIII kadencji został członkiem Komisji Finansów Publicznych oraz Komisji do Spraw Kontroli Państwowej. W 2017 wygrał wybory na przewodniczącego partii w województwie świętokrzyskim, pokonując Pawła Zalewskiego. W 2018 z ramienia Koalicji Obywatelskiej kandydował na prezydenta Kielc, zajmując 4. miejsce wśród 7 kandydatów. W 2019 wszedł w skład zarządu Stowarzyszenia „Świętokrzyskie Centrum Inicjatyw Społeczno-Kulturalnych”.
W wyborach parlamentarnych w 2019 bez powodzenia ubiegał się o reelekcję, zdobywając 6488 głosów. W wyniku wyborów w 2023 powrócił do Sejmu; uzyskał mandat posła X kadencji, otrzymując 16 878 głosów.

## Wyniki w wyborach ogólnopolskich
| Wybory | Komitet wyborczy   | Komitet wyborczy      | Organ            | Okręg | Wynik          |
| ------ | ------------------ | --------------------- | ---------------- | ----- | -------------- |
| 2007   |                    | Platforma Obywatelska | Sejm VI kadencji | nr 33 | 10 355 (2,15%) |
| 2011   | Sejm VII kadencji  | Platforma Obywatelska | 11 679 (2,70%)   | nr 33 |                |
| 2015   | Sejm VIII kadencji | Platforma Obywatelska | 5087 (1,09%)     | nr 33 |                |
| 2019   |                    | Koalicja Obywatelska  | Sejm IX kadencji | nr 33 | 6488 (1,14%)   |
| 2023   | Sejm X kadencji    | Koalicja Obywatelska  | 16 878 (2,56%)   | nr 33 |                |